# リドショーピング＝ソーテネス飛行場
リドショーピング＝ソーテネス飛行場（スウェーデン語: Lidköping-Såtenäs flygplats）は、スウェーデン王国ヴェストラ・イェータランド県リドショーピングおよびソーテネスにまたがり所在するスウェーデン空軍の軍用飛行場。

## 歴史
1936年国防決定（sv:Försvarsbeslutet 1936）に基づき新たな航空団のための飛行場の設置が求められ、候補地をめぐって議論が交わされたが、航空団の訓練のために射爆場の近くに建設することが望ましいとしてこの地が選ばれた。その後、国王グスタフ5世による航空部隊が置くべきとの指摘を受け、1938年にソーテネス町（sv:Såtenäs）から飛行場用地を7万スウェーデン・クローナで買収し、1940年に開設される。
現在は第7航空団「ソーテネス」の主要基地として運用され戦闘機や輸送機が配備されている。第7航空団はスウェーデン空軍で初めてサーブ 39 グリペン戦闘機を装備した部隊であり、グリペン戦闘機を使用した外国人パイロット訓練が定期的に実施されている。飛行場には約700人の職員がおり、さらに国軍兵站部、航空局、要塞庁など関連部門を含めて約900人規模におよぶ地域最大の雇用源となっている。

## 配置部隊
- 第7航空団